# ستان كوفيلسكي
ستان كوفيلسكي (بالإنجليزية: Stan Coveleski)‏ (و. 1889 – 1984 م) هو لاعب كرة قاعدة  أمريكي، ولد في شاموكين، مركز لعبه هو مرسل الكرة ‏، توفي في ساوث بند، عن عمر يناهز 95 عاماً.